# ويليام ويلسون كوين
ويليام ويلسون كوين (بالإنجليزية: William Wilson Quinn)‏ هو عسكري أمريكي، ولد في 1 نوفمبر 1907 في كريسفيلد في الولايات المتحدة، وتوفي في 11 سبتمبر 2000 في واشنطن العاصمة في الولايات المتحدة.